# Mark Birighitti
Mark Romano Birighitti (* 17. April 1991 in Perth) ist ein australischer Fußballtorhüter.

## Karriere
Birighitti spielte im Alter von 15 Jahren für die Reservemannschaft des Perth SC, bevor er 2007 im nationalen Trainingszentrum des Fußballverbandes von Western Australia aufgenommen wurde. Nach einem Aufenthalt am Australian Institute of Sport unterschrieb er für die Saison 2008/09 einen Zwei-Jahres-Vertrag bei Adelaide United. Als Stammtorhüter Eugene Galekovic am 8. Spieltag verletzt ausfiel, kam Birighitti beim 1:0-Erfolg über Queensland Roar zu seinem Profidebüt. Nach zwei weiteren Einsätzen an den folgenden Spieltagen, stand er auch am 12. November im Finalrückspiel der AFC Champions League 2008, das  Gamba Osaka mit einem 2:0 gewann, im Tor. Eine Knöchelverletzung, die er während eines Trainings bei der FIFA-Klub-Weltmeisterschaft 2008 erlitt, sorgte für das vorzeitige Saisonende. In der Saison 2009/10 blieb er hinter Galekovic ohne Pflichtspieleinsatz.